# Centre international de poésie Marseille
Pour les articles homonymes, voir CIPM.
 (janvier 2015).
Si vous disposez d'ouvrages ou d'articles de référence ou si vous connaissez des sites web de qualité traitant du thème abordé ici, merci de compléter l'article en donnant les références utiles à sa vérifiabilité et en les liant à la section « Notes et références ».
Le Centre international de poésie Marseille ou cipM est une institution publique pour la diffusion et la création de la poésie contemporaine, fondée par la ville de Marseille en 1990 à l'hospice de la Vieille Charité. Il est membre de la Fédération européenne des maisons de poésie.

## Manifestations et publications
Le centre organise des expositions, des conférences et des lectures consacrées à des poètes contemporains. Créé à l'instigation du poète Julien Blaine, le cipM a été un des promoteurs de la poésie action, qui rompt, comme la poésie sonore, avec les conventions de la lecture publique.
Il propose aussi des résidences pour l'écriture poétique. Les créations des auteurs en résidence sont publiés par le cipM dans la collection « Le Refuge ».
Depuis 2000, il publie deux fois par an un Cahier critique de poésie ou CCP, présentant un dossier sur une œuvre particulière, et toutes les cinq semaines, depuis 1990, les Cahiers du refuge, qui rendent compte de la vie du centre et de l'actualité de la poésie.
Le CIPM met aussi en place des résidences pour les auteurs, comme pour Pierre Parlant à Beyrouth au printemps 2015.

## Présidence
- 1992-1997 : Jacques Roubaud
- 1997-1999 : Michel Deguy
- 1999-2001 : Alain Veinstein
- 2001-2020 : Jean Daive
- 2020- : Danielle Mémoire